# Jon Bernthal
Jonathan Edward Bernthal (Washington, D.C., 20 de setembro de 1976) é um ator norte-americano. Começando sua carreira no início dos anos 2000, ele ganhou destaque por interpretar Shane Walsh na série The Walking Dead (2010–2012; 2018), onde fez parte de elenco principal nas duas primeiras temporadas.
Bernthal alcançou ainda mais reconhecimento como o Justiceiro no Universo Cinematográfico Marvel (UCM). Ele originou o papel na segunda temporada de Daredevil (2016), e encabeçou uma série homônima de 2017 a 2019. A semelhança de Bernthal também foi usada para o personagem nos quadrinhos "The Punisher: War Machine" (2017), da Marvel Comics, e uma série de quadrinhos em andamento do Justiceiro.
Seus papéis no cinema incluem Snitch (2013), The Wolf of Wall Street (2013), Fury (2014), Sicario (2015), The Accountant (2016), Baby Driver (2017), Wind River (2017), Widows (2018) , Ford v Ferrari (2019); Those Who Wish Me Dead, King Richard e The Many Saints of Newark (todos em 2021).

## Início da vida
Bernthal nasceu e cresceu em Washington, D.C. onde graduou-se na Sidwell Friends School. Ele estudou no Skidmore College, e em seguida, na Moscow Art Theatre na Rússia, instituição pela qual também jogou baseball profissional, filiado à federação de beisebol profissional europeu. Enquanto em Moscou, foi notado pelo diretor da Formação Avançada de Teatro da Universidade Harvard no American Repertory Theatre.

## Vida pessoal
Em setembro de 2010, Bernthal casou-se com a enfermeira Erin Angle, sobrinha do lutador profissional aposentado Kurt Angle. Juntos, eles têm três filhos e atualmente moram na cidade de Ojai, Califórnia.

## Carreira
Desde que se formou em 2002, ele já se apresentou em mais de 30 execuções a nível regional e fora da Broadway, incluindo muitos com a sua própria premiada companhia de teatro Fovea Floods. Estrelou o sitcom da CBS The Class, na temporada 2006-2007. Teve uma participação no filme: Uma Noite no Museu 2, em 2009 no papel de Al Capone (em preto e branco). Em março de 2010, Bernthal ganhou o papel de Shane Walsh em The Walking Dead, série de televisão baseada na série de quadrinhos The Walking Dead. Foi também em março de 2010 que estreou a série The Pacific, produzida por Steven Spielberg e Tom Hanks, na qual interpreta o Sgt. Manuel "Manny" Rodriguez. Fez uma participação no filme As Torres Gêmeas em 2006, além de um filme chamado "O Acordo" com The Rock. Em 2014  participou do filme Corações de Ferro, juntamente com Brad Pitt, Shia Labeouf, Michael Peña e Logan Lerman, interpretando Grady Travis, nas batalhas finais da  Segunda Guerra Mundial, diante do desesperado exército alemão. Em junho de 2015 foi anunciado que ele viria a interpretar o personagem Justiceiro na segunda temporada de Daredevil, série produzida pela Marvel Television para a Netflix. Voltou a interpretar o anti-herói na série própria do personagem The Punisher, de 2017. O ator vai fazer sua estreia no Universo Cinematográfico Marvel reprisando o papel de Frank Castle em Daredevil: Born Again, nova série da Marvel Studios para o Disney+, com previsão de estreia para 2024.
Em fevereiro de 2022, Bernthal estreou um podcast criado e apresentado por ele intitulado de Real Ones. No podcast, o ator recebe convidados variados e aborda temas sobre sociedade e cotidiano.

## Filmografia

### Cinema
| Ano  | Titulo                           | Papel                        | Notas                     | Refs. |
| ---- | -------------------------------- | ---------------------------- | ------------------------- | ----- |
| 2002 | Mary/Mary                        | Manny                        |                           |       |
| 2004 | Tony n' Tina's Wedding           | Dominic Fabrizzi             |                           |       |
| 2004 | Revenge of the Middle-Aged Woman | Homem no Escritório          |                           |       |
| 2006 | World Trade Center               | Christopher Amoroso          |                           |       |
| 2007 | The Air I Breathe                | Entrevistador                |                           |       |
| 2007 | Day Zero                         | James Dixon                  |                           |       |
| 2008 | Bar Starz                        | Donnie Pintron               |                           |       |
| 2008 | A Line in the Sand               | Banzai                       |                           |       |
| 2009 | Uma Noite no Museu 2             | Al Capone                    |                           |       |
| 2010 | O Escritor Fantasma              | Rick Ricardelli              |                           |       |
| 2010 | Date Night                       | Homem Jovem                  |                           |       |
| 2011 | Rampart                          | Dan Morone                   |                           |       |
| 2013 | O Acordo                         | Daniel James                 |                           |       |
| 2013 | Ajuste de Contas                 | B.J. Rose                    |                           |       |
| 2013 | O Lobo de Wall Street            | Brad Bodnick                 |                           |       |
| 2014 | Corações de Ferro                | Pfc. Grady "Coon-Ass" Travis |                           |       |
| 2015 | Me and Earl and the Dying Girl   | Sr. McCarthy                 |                           |       |
| 2015 | Sicario                          | Ted                          |                           |       |
| 2015 | We Are Your Friends              | Paige Morrell                |                           |       |
| 2016 | Justice League vs. Teen Titans   | Trigon (voz)                 |                           |       |
| 2016 | O Contador                       | Braxton Wolff                |                           |       |
| 2016 | The Escape                       | Holt                         | Curta-metragem            |       |
| 2017 | Wind River                       | Matt Rayburn                 |                           |       |
| 2017 | Baby Driver                      | Griff                        |                           |       |
| 2017 | Sweet Virginia                   | Sam                          |                           |       |
| 2017 | Pilgrimage                       | O Mudo                       |                           |       |
| 2017 | Shot Caller                      | Frank "Shotgun"              |                           |       |
| 2018 | Widows                           | Florek Gunner                |                           |       |
| 2019 | O Falcão Manteiga de Amendoim    | Mark                         |                           |       |
| 2019 | Ford v Ferrari                   | Lee Iacocca                  |                           |       |
| 2020 | Viena and the Fantomes           | Monroe                       |                           |       |
| 2021 | Those Who Wish Me Dead           | Xerife Ethan Sawyer          |                           |       |
| 2021 | King Richard                     | Rick Macci                   |                           |       |
| 2021 | Small Engine Repair              | Terrance Swaino              | Também Produtor           |       |
| 2021 | The Many Saints of Newark        | Johnny Soprano               |                           |       |
| 2021 | The Unforgivable                 | Blake                        |                           |       |
| 2022 | Sharp Stick                      | Josh                         | Também produtor executivo |       |
| TBA  | Caste                            |                              | Em filmagem               |       |

### Televisão
| Ano             | Titulo                            | Papel                                 | Notas                                  | Refs. |
| --------------- | --------------------------------- | ------------------------------------- | -------------------------------------- | ----- |
| 2002            | Law & Order: Criminal Intent      | Lane Ruddock                          | Episódio: "Malignant"                  |       |
| 2004            | Without a Trace                   | Alex Genya                            | Episódio: "Bait"                       |       |
| 2004            | Dr. Vegas                         | Greg                                  | Episódio: "Dead Man, Live Bet"         |       |
| 2004            | Boston Legal                      | Michael Shea                          | Episódio: "Questionable Characters"    |       |
| 2005            | Jonny Zero                        | Brett Parish                          | Episódio: "I Did It All for the Nooky" |       |
| 2005            | CSI: Miami                        | Harry Klugman                         | 2 episódios                            |       |
| 2005            | Law & Order: Special Victims Unit | Sherm Hempell                         | Episódio: "Goliath"                    |       |
| 2005            | How I Met Your Mother             | Carlos                                | Episódio: "Purple Giraffe"             |       |
| 2006–2007       | The Class                         | Duncan Carmello                       | 19 episódios                           |       |
| 2009            | Eastwick                          | Raymond Gardener                      | 12 episódios                           |       |
| 2010            | Numb3rs                           | Mike Nash                             | Episódio: "Growin' Up"                 |       |
| 2010            | The Pacific                       | Sgt. Manuel Rodriguez                 | 2 episódios                            |       |
| 2010–2012; 2018 | The Walking Dead                  | Shane Walsh                           | 20 episódios                           |       |
| 2012            | Harry's Law                       | Lucas Trassino                        | Episódio: "The Whole Truth"            |       |
| 2012; 2017      | Robot Chicken                     | Gavião Arqueiro / Shane Walsh (vozes) | 2 episódios                            |       |
| 2013            | Mob City                          | Detetive Joe Teague                   | 6 episódios                            |       |
| 2015            | Show Me a Hero                    | Michael H. Sussman                    | 4 episódios                            |       |
| 2015; 2018      | SuperMansion                      | Rat-A-Pult (voz)                      | 4 episódios                            |       |
| 2016            | Daredevil                         | Frank Castle / Punisher               | 12 episódios                           |       |
| 2017–2019       | The Punisher                      | Frank Castle / Punisher               | 26 episódios                           |       |
| 2018–2019       | Unbreakable Kimmy Schmidt         | Ilan                                  | 2 episódios                            |       |
| 2021            | The Premise                       | Chase Milbrandt                       | Episódio: "Moment of Silence"          |       |
| 2022            | We Own This City                  | Wayne Jenkins                         | 6 episódios                            |       |
| 2022            | O Urso                            | Michael "Mikey" Berzatto              | 2 episódios                            |       |
| 2022            | American Gigolo                   | Julian Kaye                           | 8 episódios                            |       |
| 2024            | Daredevil: Born Again             | Frank Castle / Punisher               | TBA                                    |       |

### Jogos eletrônicos
| Ano  | Título                              | Papel                      |
| ---- | ----------------------------------- | -------------------------- |
| 2003 | Manhunt                             | Cerberus                   |
| 2014 | Call of Duty: Advanced Warfare      | Cabo Jim Decker (O Guarda) |
| 2017 | Tom Clancy's Ghost Recon Wildlands  | Major Cole D. Walker       |
| 2019 | Tom Clancy's Ghost Recon Breakpoint | Major Cole D. Walker       |